# Ana Maria Groza
Ana Maria Groza (n. 1 iunie 1976, Cluj-Napoca, România) este o fostă mărșăluitoare română.

## Carieră
Sportiva a participat de trei ori la Jocurile Olimpice. La Jocurile Olimpice din 2000 de la Sydney a obținut locul 13 în proba de 20 km marș. La Jocurile Olimpice din 2004 de la Atena s-a clasat pe locul 29 și la Jocurile Olimpice din 2008 de la Beijing a ajuns pe locul 23.
La Campionatul Mondial din 2005 de la Helsinki a obținut locul 14. În anul 2006 a ajuns pe locul 11 la Campionatul European de la Göteborg. Și la Campionatul Mondial din 2009 de la Berlin s-a clasat pe locul 15.
În 2004 ea a primit Medalia „Meritul Sportiv” clasa a II-a.
În 2013 Ana Maria Groza a emigrat în Italia.

## Realizări
| An   | Competiție             | Locație                        | Loc | Eveniment | Note    |
| ---- | ---------------------- | ------------------------------ | --- | --------- | ------- |
| 1999 | Cupa Mondială de Marș  | Mézidon-Canon, Franța          | 57  | 20 km     | 1:39:05 |
| 2000 | Cupa Europeană de Marș | Eisenhüttenstadt, Germania     | 10  | 20 km     | 1:31:08 |
| 2000 | Cupa Europeană de Marș | Eisenhüttenstadt, Germania     | 2   | echipe    | 1:31:08 |
| 2000 | Jocurile Olimpice      | Sydney, Australia              | 13  | 20 km     | 1:33:38 |
| 2002 | Cupa Mondială de Marș  | Torino, Italia                 | 34  | 20 km     | 1:36:43 |
| 2003 | Cupa Europeană de Marș | Ceboksarî, Rusia               | –   | 20 km     | NT      |
| 2004 | Cupa Mondială de Marș  | Naumburg, Germania             | 55  | 20 km     | 1:37:15 |
| 2004 | Jocurile Olimpice      | Atena, Grecia                  | 29  | 20 km     | 1:34:56 |
| 2005 | Cupa Europeană de Marș | Miskolc, Ungaria               | 11  | 20 km     | 1:32:40 |
| 2005 | Campionatul Mondial    | Helsinki, Finlanda             | 14  | 20 km     | 1:31:48 |
| 2006 | Cupa Mondială de Marș  | A Coruña, Spain                | 20  | 20 km     | 1:32:29 |
| 2006 | Campionatul European   | Göteborg, Suedia               | 11  | 20 km     | 1:31:35 |
| 2007 | Cupa Europeană de Marș | Leamington Spa, Marea Britanie | 23  | 20 km     | 1:34:09 |
| 2008 | Cupa Mondială de Marș  | Ceboksarî, Rusia               | 18  | 20 km     | 1:31:37 |
| 2008 | Jocurile Olimpice      | Beijing, China                 | 23  | 20 km     | 1:32:16 |
| 2009 | Cupa Europeană de Marș | Metz, Franța                   | —   | 20 km     | DS      |
| 2009 | Campionatul Mondial    | Berlin, Germania               | 15  | 20 km     | 1:35:19 |
| 2011 | Cupa Europeană de Marș | Olhão, Portugal                | 21  | 20 km     | 1:37:18 |
| 2012 | Cupa Mondială de Marș  | Saransk, Rusia                 | 46  | 20 km     | 1:39:16 |

## Recorduri personale
| Probă      | Performanță | Dată           | Locație   |
| ---------- | ----------- | -------------- | --------- |
| 10 km marș | 43:26       | 19 martie 2005 | București |
| 20 km marș | 1:29:31     | 3 aprilie 2004 | Reșița    |